# Komisja Tymczasowa Skonfederowanych Stronnictw Niepodległościowych

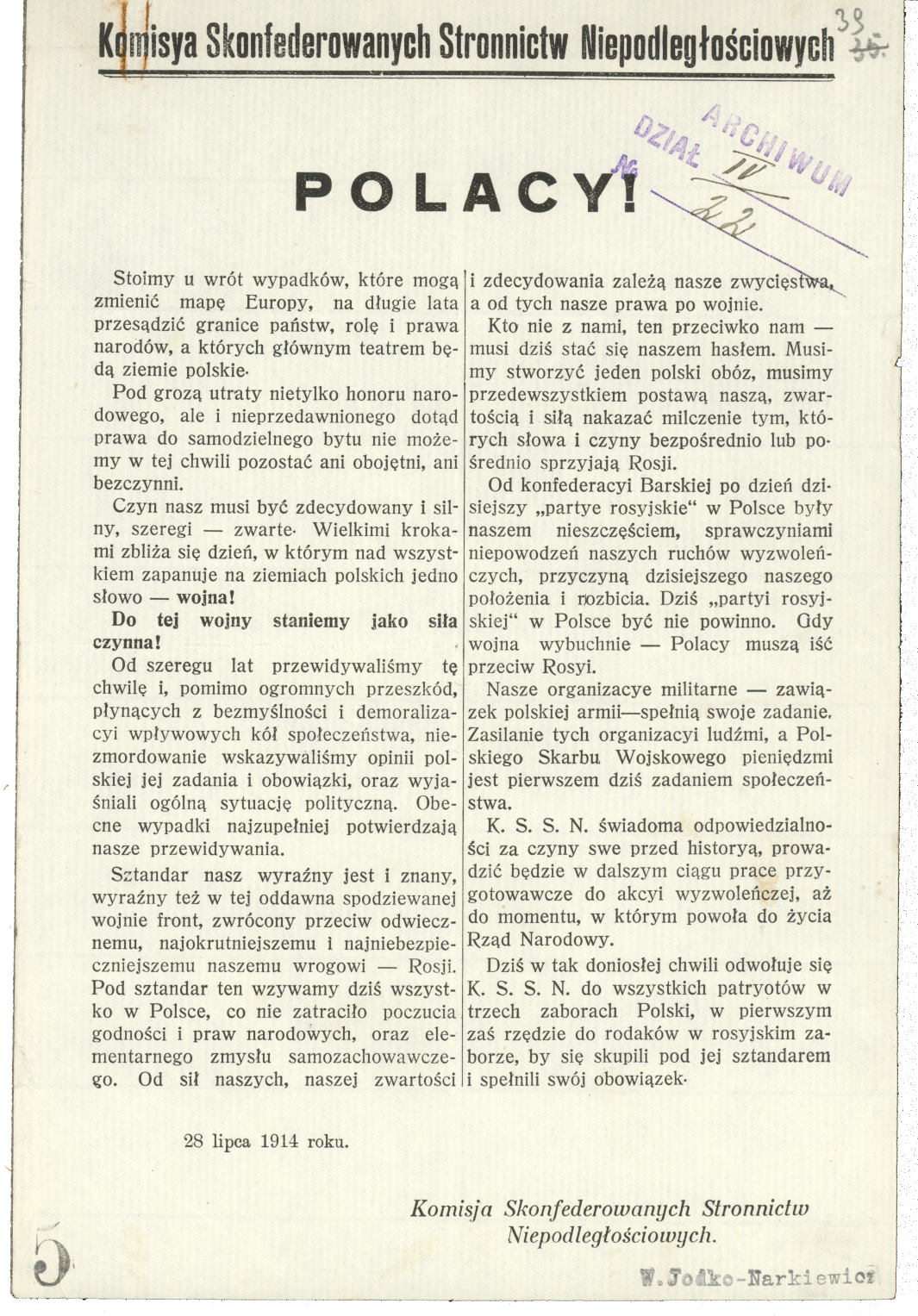
Odezwa Komisji z 28 lipca 1914 roku

Komisja Tymczasowa Skonfederowanych Stronnictw Niepodległościowych (KTSSN), od 30 listopada 1913 Komisja Skonfederowanych Stronnictw Niepodległościowych (KSSN) – porozumienie polskich partii politycznych, działających w Galicji i Królestwie Polskim, zawarte 10 listopada 1912 w Wiedniu.
W jej skład weszły: Polska Partia Socjalistyczna, Polska Partia Socjalno-Demokratyczna Galicji i Śląska Cieszyńskiego, Stronnictwo Postępowo-Demokratyczne, Związek Patriotów, Związek Chłopski, Narodowy Związek Chłopski, Polskie Stronnictwo Ludowe (po 1913 PSL Lewica), Narodowy Związek Robotniczy (do maja 1914), Związek Niepodległości (do maja 1914 jako Organizacja Niepodległościowa Inteligencji), Liga Kobiet Pogotowia Wojennego.
Celem jej powołania była koordynacja działań niepodległościowych w oparciu o Austro-Węgry, w obliczu spodziewanego wybuchu wojny światowej. W razie podjęcia walki zbrojnej komisja miała wyłonić z siebie rząd narodowy, który miał objąć władzę na terytorium Królestwa Polskiego, wyzwolonym spod okupacji rosyjskiej. 1 grudnia 1912, w obliczu wybuchu I wojny bałkańskiej KTSSN mianowała Józefa Piłsudskiego komendantem sił wojskowych. Utworzono Wydział Wojskowy KTSSN, któremu podporządkował się Polski Skarb Wojskowy i Związek Strzelecki „Strzelec” i Polskie Drużyny Strzeleckie. Głównymi działaczami KSSN byli: Józef Piłsudski, Ignacy Daszyński, Witold Jodko-Narkiewicz, Władysław Sikorski, Walery Sławek, Hipolit Śliwiński, Leon Wasilewski, Marian Kukiel, Feliks Młynarski, Michał Sokolnicki.
W maju 1914 z KSSN wystąpiła część tworzących ją ugrupowań wywodząca się z nurtu narodowego (NZR, NZCh i ZN) oraz ich organizacja zbrojna – Polskie Drużyny Strzeleckie. Swoje wsparcie finansowe wycofał także amerykański Związek Narodowy Polski działający w Ameryce Północnej.  
6 sierpnia 1914 roku KSSN przyjęła do wiadomości odezwę Komendanta Głównego Wojsk Polskich Józefa Piłsudskiego o jego podporządkowaniu Rządowi Narodowemu, który powstał w Warszawie.
KSSN przestała istnieć z chwilą powołania Naczelnego Komitetu Narodowego 16 sierpnia 1914.